# Pseudolasius lasioides
Pseudolasius lasioides är en myrart som beskrevs av Wheeler 1927. Pseudolasius lasioides ingår i släktet Pseudolasius och familjen myror. Inga underarter finns listade i Catalogue of Life.